# Voo Alitalia 4128
O Voo Alitalia 4128 foi um voo doméstico do Aeroporto Internacional de Roma, para o Aeroporto de Palermo Borsellino, na Itália. Em 23 de dezembro de 1978, um Douglas DC-9 operando a rota caiu no Mar Tirreno, próximo a Palermo. Dos 129 ocupantes, 108 morreram. O acidente foi atribuído a um erro dos pilotos na realização dos procedimentos para pouso noturno.

## Aeronave
A aeronave envolvida no acidente foi um McDonnell Douglas DC-9-32 prefixo I-DIKQ, recebendo o nome de Isola di Stromboli. Fabricado em 1968, o avião foi entregue à Alitalia em maio de 1968.

## Acidente
O voo 4128 da Alitalia era um voo regular entre o aeroporto de Roma-Fiumicino e o aeroporto de Palermo-Punta Raisi com 129 passageiros e membros da tripulação a bordo. Em 23 de dezembro de 1978, às 00h38, o McDonnell Douglas DC-9-32 da Alitalia, preifxo I-DIKQ "Isola di Stromboli" caiu no Mar Tirreno por volta das 3 km ao norte do aeroporto, localizado no município de Cinisi, em fase final de aproximação à pista de pouso.
O acidente foi atribuído a um erro dos pilotos, que acreditaram estar mais próximos do aeroporto de chegada do que realmente estavam e decidiram fazer a descida final prematuramente. A parte inicial da descida foi realizada em voo por instrumentos até duas milhas do aeroporto de chegada, então a tripulação interrompeu a descida em 150 pés (50 m) de altitude acima do mar, e passou para pilotagem manual tentando localizar o ponto de contato na pista, mas perdendo outra altitude. Os pilotos continuaram a manobra, que agora se tornara perigosa, pois as luzes do aeroporto não podiam ser vistas. Nos últimos nove segundos de voo, o DC-9 voou quase ao nível do mar, a uma velocidade de 150 nós (280 km/h). Uma rajada de vento perdeu a pouquíssima altitude residual e o avião atingiu a água com a asa direita, quebrando-se em duas seções e afundando. A maioria das vítimas morreu com o impacto, algumas perderam a vida devido às baixas temperaturas da água do mar. 21 passageiros sobreviveram ao acidente e foram recuperados por barcos pesqueiros próximos.
108 pessoas morreram, incluindo todos os 5 membros da tripulação. Entre as vítimas, estava o autor de televisão Enzo Di Pisa e sua família.
Segundo o que alguns pilotos posteriormente declararam, o acidente pode ter sido causado por uma ilusão de ótica que os teria enganado. Na verdade, parece que à noite, com condições meteorológicas particulares (em particular com cobertura de nuvens a baixa altitude), as luzes da pista podiam refletir nas nuvens e na água, dando a impressão de que a pista estava algumas centenas de metros antes da sua posição real. A desorientação entre as informações dos instrumentos tidos durante a primeira fase da abordagem e essa ilusão de ótica teria contribuído para o acidente.